# Французская кухня
Францу́зская ку́хня (фр. cuisine française) — традиционная кухня Франции, условно разделена на 2 основные ветви — региональную народную и изысканную аристократическую. К региональной кухне относятся блюда, которые на протяжении веков готовили жители различных исторических областей страны. Аристократическая французская кухня сформировалась при дворе Бурбонов, когда Париж стал законодателем мировой моды. Её неповторимые блюда отличались разнообразием и изысканностью.
«Гастрономическая трапеза французов», по предложению Европейского института пищевой истории и культуры, была добавлена в репрезентативный список нематериального культурного наследия человечества ЮНЕСКО 16 ноября 2010 года.
Блюда французской кухни едят в ресторанах, бистро, брассери и кафе.

## Описание
Традиционная французская трапеза может начинаться с закусок (hors d’oeuvre) (горячих или холодных закусок, если речь идёт об обеде[прояснить]), за которыми следует суп, затем — основное блюдо, салат и сыр. Завершением трапезы служат десерт или фрукты. Важной частью трапезы является сыр, которого — более 200 сортов. Именно во Франции появилось такое блюдо, как суп с прозрачным бульоном.
Особой гордостью французов являются вина. Короли французских вин — бордо и бургундское. Также всемирной известностью пользуется коньяк.
За французами закрепилось обидное прозвище «лягушатники», благодаря употреблению ими в пищу лягушачьих лапок, однако это блюдо является скорее деликатесом, а не ежедневной едой, и подаётся не во всех ресторанах. Франция является крупнейшим импортёром лягушек из азиатских стран для их употребления в пищу.

## Типичные продукты и блюда
- Багет — один из символов Франции
- Круассаны
- Сыры (камамбер, бри, рокфор)

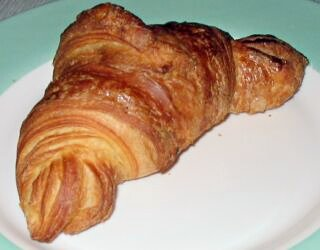
Круассан

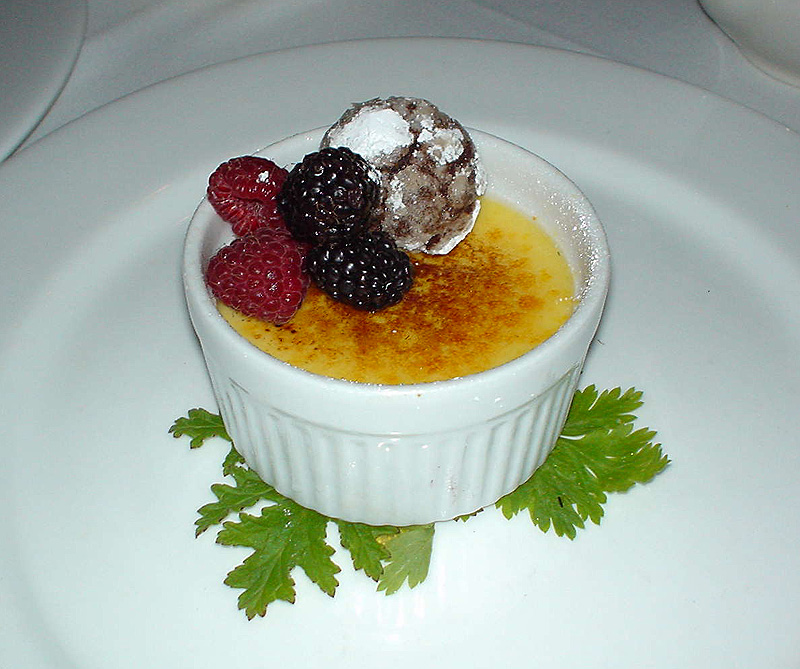
Крем-брюле — типичный французский десерт

- Вина (бордо, божоле нуво, шампанское)
- Коньяк
- Оливковое масло

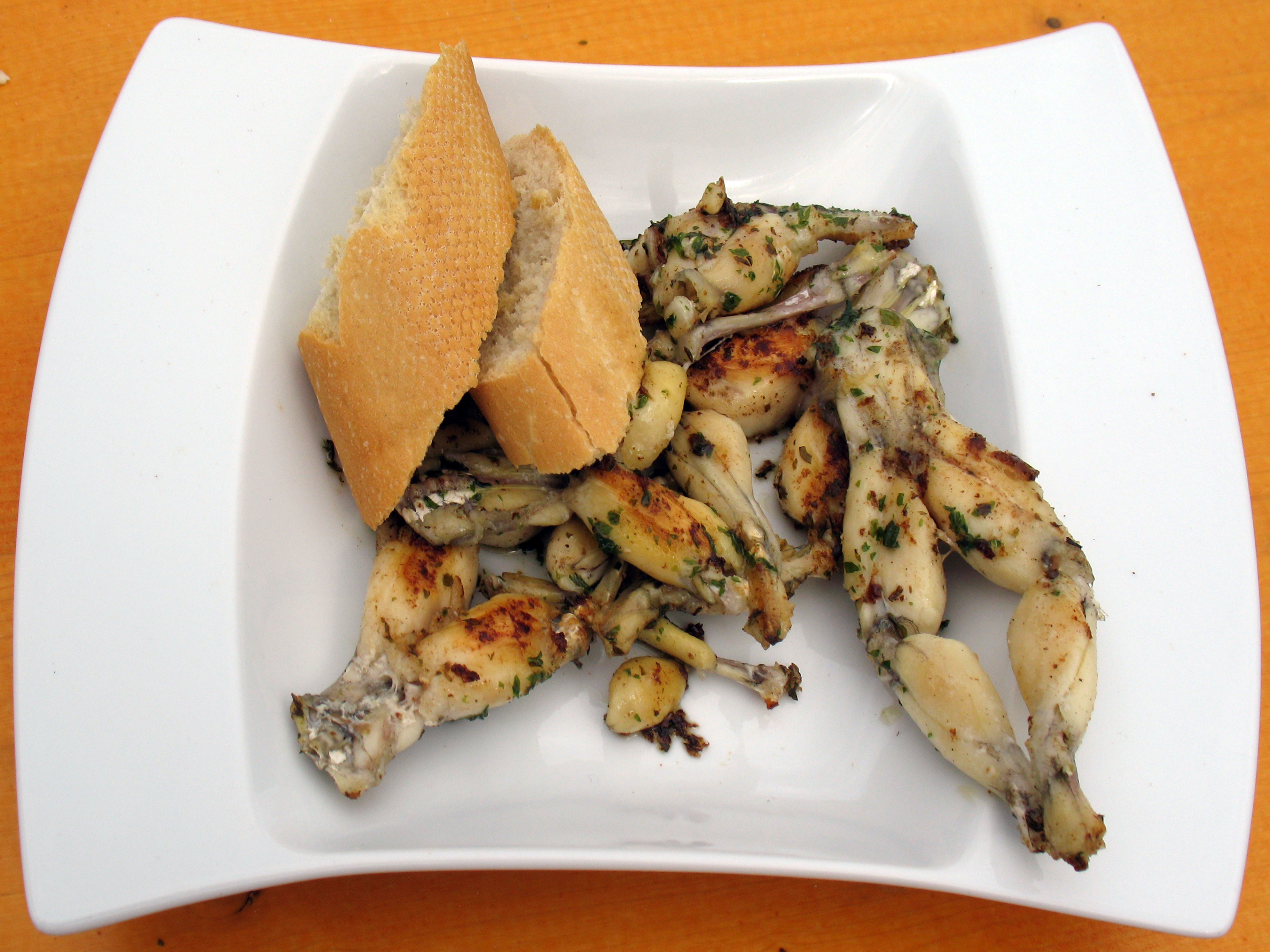
Лягушачьи лапки

- Соусы: бешамель, майонез, олландез, ремуладе, беарнез, тапён, велюте, эспаньоль
- Травы и приправы: Прованские травы, эстрагон, розмарин, майоран, тимьян
- Трюфели
- Луковый суп
- Суп-пюре биск
- Петух в вине
- Галантин
- Омлет
- Рататуй — блюдо из перцев, баклажанов и кабачков
- Киш — открытый пирог из песочного теста с разнообразной начинкой
- Флёр-де-сель
- Десерты: крем-брюле, эклер, безе, грильяж, профитроли, птифур, мадлен, макарон, канеле

## Региональная кухня

Блюдо из рапана во французском ресторане в Нормандии

Нормандия на северо-западе Франции известна своими яблоневыми плантациями и молочной продукцией. Типичны для этого региона: говядина, густые сливочные соусы, и яблочный бренди кальвадос. На десерт часто подаётся яблочный пирог, рисовый тергуль или сыры из этого региона: камамбер, Пон-л’Эвек и ливаро.
В соседнем регионе Бретань сельское хозяйство не так развито, как в Нормандии. Сильные морские ветры наносят слой морской соли на луга, на которых разводят барашков, чьё мясо приобретает солёный вкус. Кроме того, здесь произрастают артишоки, популярны гречневые блины, а на десерт подают крепы — тонкие блинчики.
Южнее расположен Перигор — преимущественно сельскохозяйственная область. Перигор — родина знаменитых французских деликатесов — трюфелей.

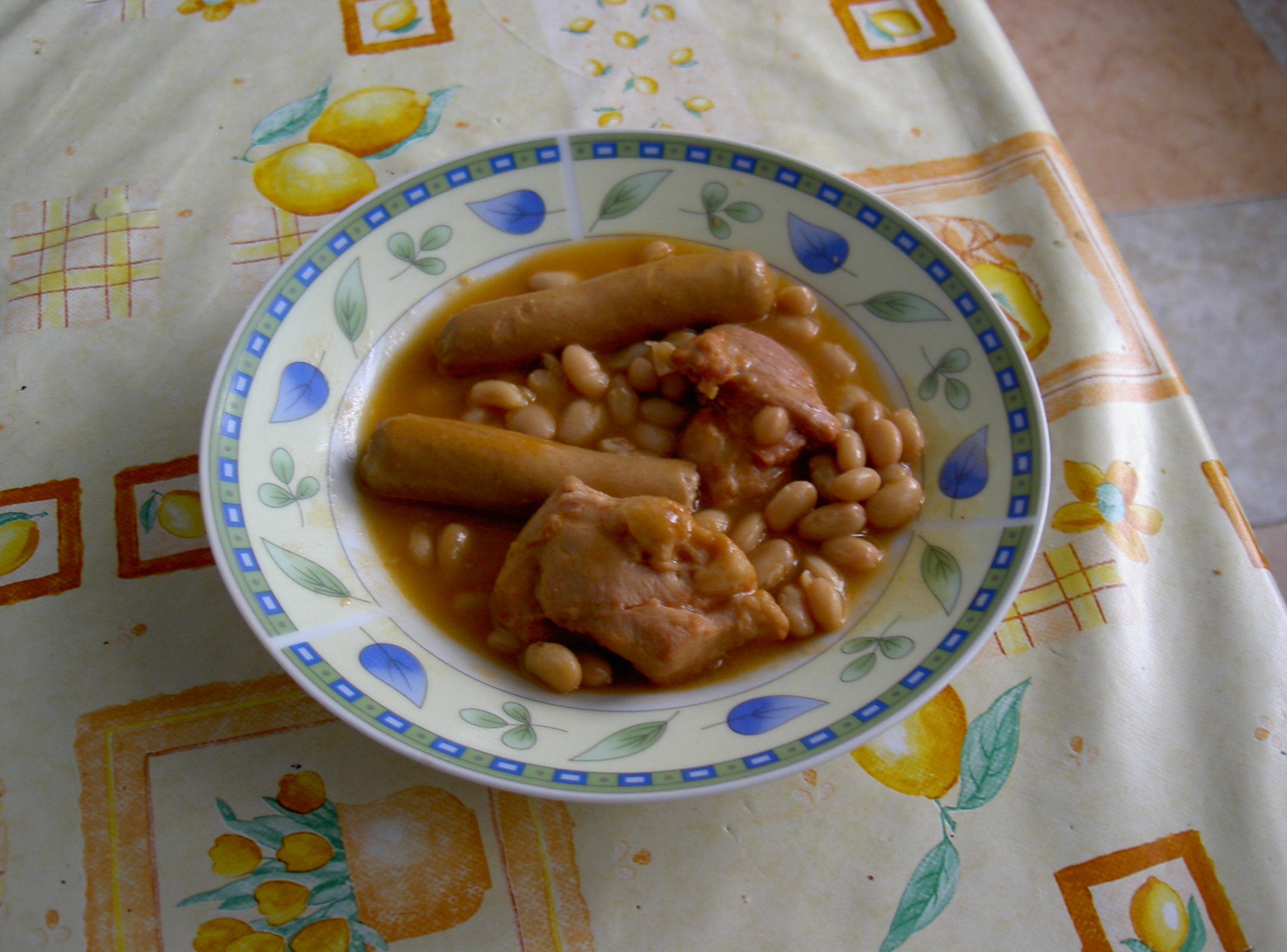
Кассуле

На юге Франции преобладают лёгкие блюда средиземноморской кухни, в то время как в местностях, удалённых от моря, чаще готовят сытную, «тяжёлую» пищу. Например, в исторической области Лангедок одним из самых популярных блюд является кассуле — густая бобовая похлёбка с зеленью и мясом.

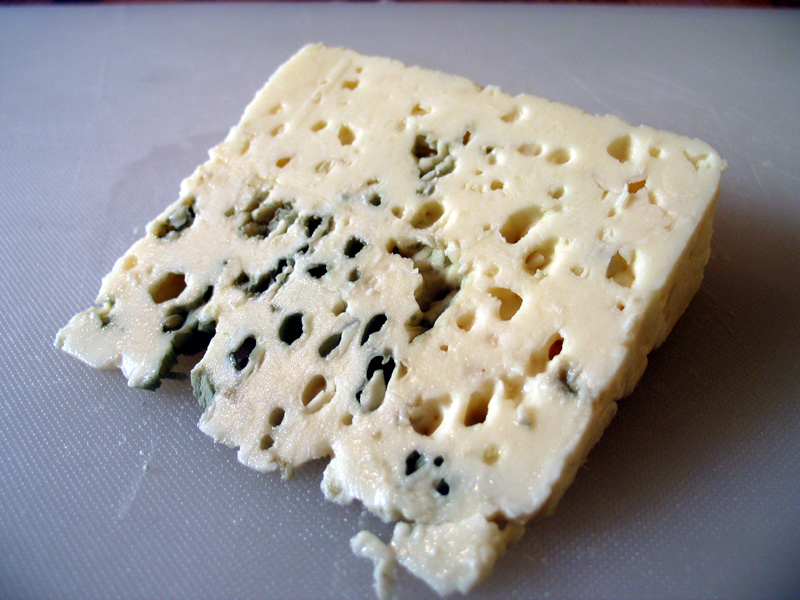
Сыр рокфор

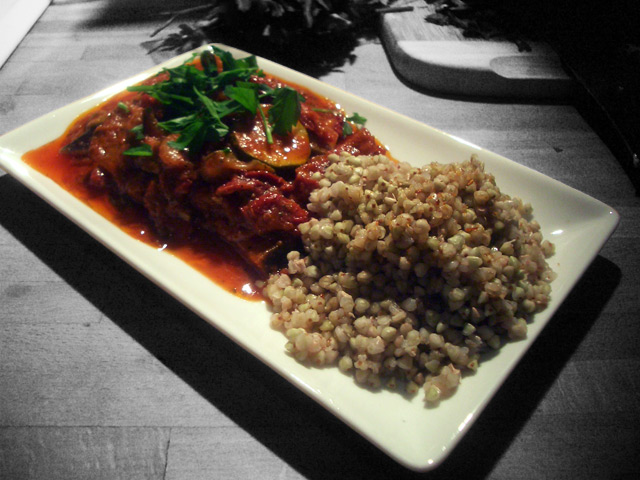
Рататуй

Кухня Прованса отмечена употреблением большого количества зелени, специй, помидоров, перца, баклажанов, чеснока и оливкового масла. Из этой области происходит знаменитый суп буйабес, подающийся с острым чесночным соусом «руи».
Бургундия знаменита в первую очередь своими винами и виноградными улитками, а также мясными и рыбными блюдами под соусами с добавлением вина.
В Лионе большинство блюд готовится из курятины и говядины.
Эльзасцы готовят плотную жирную пищу, например, фламмкухен (очень тонкая хрустящая пицца с луком и салом), квашеную капусту и бекеоффе (тушёный картофель с мясом) и фламбированные фрукты.